# Бранка Станковска
Бранка Станковска (на македонска литературна норма: Бранка Станковска) е видна новинарка от Социалистическа република Македония.

## Биография
Родена е на 30 април 1931 година в Скопие, тогава в Кралство Югославия. Работи в Македонската радио-телевизия от 1948 до 1987 година. Нейното съобщение в първото телевизионно предаване от Църн връх на 5 юни 1964 година е началото на предаването по Телевизия Скопие чрез собствена телевизионна мрежа. Няколко месеца по-късно на 14 декември 1964 година Станковска чете новините в първия телевизионен „Вестник“, с което е поставено началото на излъчването на редовната програма по Македонската телевизия. Тя е една от най-известните водещи на малкия екран.
Умира на 21 януари 2021 година в Скопие.